# 보보스
보보스라는 용어는 미국의 저널리스트인 데이비드 브룩스(David Brooks)가 자신의 저서인 'BOBOS in Paradise'에서 처음 사용한 용어이다.이 용어는 미국의 새로운 상류 계급을 나타내는 용어로 부르주아(bourgeois)와 보헤미안(bohemian)의 합성어이다.

## 부르주아와 보헤미안
미국에서 흔히 볼 수 있는 부르주아적인 특성들로는 물질주의나 합리주의, 또는 기술주의 같은 것들이 있다. 이러한 부르주아적인 특성들은 세련된 매너와 고상한 취향을 추구한다. 한편 보헤미안적인 특성들로는 예술주의나 비합리주의, 영적 기질을 들 수 있다. 이러한 보헤미안적인 특성들은 엔틱(antique)가구나 모험정신, 자연스러운 매너를 추구한다. 보보들로부터 이 두가지 특성들이 합성된 경향을 볼 수 있다.

## 보보의 소비문화
보보들은 자신들이 사는 물건과 자신들이 투사하는 이미지에 자신들의 이상을 반영하고 싶어하는 경향이 있다.

## 보보의 사업 경향
직장에서의 차림도 크게 바뀌어 이제는 개성과 일상을 강조하는 차림새가 일반화되어있다. 예전에는 사무실에서 양복에 정장 차림만을 볼 수 있었지만 오늘날에는 청바지에 편안한 셔츠 차림이 흔한 일이 되어버렸다.
보보들의 사업 스타일도 과거와는 크게 다르다. 과거의 기업 엘리트 계층들이 자신들의 성실함, 근면성, 신뢰성 같은 벤자민 프랭클린의 덕목들을 중요시한 것에 비해 오늘날의 기업 엘리트들은 자신들이 얼마나 재미있고 자유로운 정신의 소유자인지를 보여주고자 한다. 즉, 창의성을 중시하게 되었다.